# Ziegelheim
Ziegelheim es una localidad situada en el municipio de Nobitz del distrito de Altenburger Land, en el estado federado de Turingia (Alemania), a una altitud de 220 metros. Su población es de unos quinientos habitantes y se encuentra junto a la frontera con el estado de Sajonia.
La localidad era sede de un municipio hasta el 6 de julio de 2018, cuando junto con los vecinos municipios de Frohnsdorf y Jückelberg fue incorporado al término municipal de Nobitz. Pertenecían a su término municipal las localidades de Thiergarten (desde sus orígenes), Engertsdorf (anexionado en 1973), Heiersdorf (incluido en 1950 en Engertsdorf), Gähsnitz (anexionado en 1957), Niederarnsdorf (anexionado en 1950) y Uhlmannsdorf (anexionado en 1950), todas ellas incluidas desde 2018 en Nobitz y que en sus últimos años hacían sumar al municipio de Ziegelheim una población total de unos ochocientos habitantes.